# Ammotrechelis goetschi
Ammotrechelis goetschi es una especie de arácnido  del orden Solifugae de la familia Daesiidae.

## Distribución geográfica
Se encuentra en Chile.